# Фоторадіокаталіз
Фоторадіокаталіз (англ. photoradiocatalysis, рос. фоторадиокатализ) — радіокаталіз, який відбувається при одночасній дії квантів світла і іонізаційної радіації. Іонізаційна радіація може також сама спричиняти емісію світла, що стає хімічно активним (як в ефекті Черенкова). 